# ليان باوتيستا
ليان باوتيستا هي ممثلة فلبينية، ولدت في 14 أكتوبر 2009 في الفلبين.